# Januari 2007
| Januari 2007 |
| Månader under 2007: Januari · Februari · Mars · April · Maj · Juni · Juli · Augusti · September · Oktober · November · December ← December 2006 · Januari 2008 → |

- Slovenien antar euron som valuta.[1] (1 januari)

- Ban Ki-moon tillträder som FN:s generalsekreterare. (1 januari)

- Europeiska unionen får två nya medlemsstater, Bulgarien och Rumänien. (1 januari)

- Nancy Pelosi tillträder som amerikanska representanthusets talman. (4 januari)

- Stanisław Wielgus avgår som ärkebiskop av Warszawa. (7 januari)

- USA utför bombanfall med en tungt beväpnad AC-130:a mot misstänkta terrorister i södra Somalia. (7 januari)

- Orkanen Per drar in över Sverige. (14 januari)

- I Irak hängs Saddam Husseins halvbror Barzan Ibrahim al-Tikriti och den förre chefsdomaren Awad Hamed al-Bandar. (15 januari)

- Mona Sahlin presenteras som socialdemokraternas nya partiledarkandidat. (18 januari)

- Israels president Moshe Katsav beslutar sig för att ta tjänsledigt efter beskyllningar om våldtäkt och sexuella trakasserier. (24 januari)

- Svarta lådan tillhörande det förolyckade passagerarflygplanet Adam Air Flight 574 lokaliseras utanför Sulawesi, Indonesien. (24 januari)

- Windows Vista släpps för privatpersoner. (30 januari)

### Fotnoter
1. ↑  ”Valutakurser”. Sveriges riksbank. http://www.riksbank.se/sv/Rantor-och-valutakurser/Forklaring-till-serierna/Valutakurser/. Läst 11 september 2016.